# Cadena Dial
Cadena Dial est une station de radio espagnole. Propriété du groupe Prisa, elle se positionne sur un créneau pop et pop rock en espagnol. En plus d'un tronc commun, la station propose des décrochages régionaux, notamment en Catalogne et aux Canaries.

## Historique
Cadena DIAL naît en 1988, et commence à émettre sur la bande FM madrilène (91.7 MHz) des émissions de proximité et de conseils pratiques consistant en modules thématiques (voyance, psychologie, conseils de beauté, mode, astuces de cuisine), en flashs d'information et en chroniques locales, l'ensemble étant agrémenté de musique, exclusivement en espagnol. La station fait peau neuve en 1992 et se consacre dès lors uniquement à la musique en espagnol, qui occupe la majeure partie de l'antenne, sauf en Catalogne, où la musique est aussi en catalan, en application de la loi catalane. En 1996, la station lance les « Prix DIAL » (Premios Dial), qui récompensent les artistes hispanophones ayant vendu le plus de disques au cours de l'année. Ce gala, d'abord diffusé depuis Madrid, s'est « délocalisé » à Santa Cruz de Tenerife depuis 2007.
Cadena Dial est, en 2018, la seconde station musicale la plus écoutée d'Espagne (derrière LOS40) avec 2,229,000 d'auditeurs. Son bassin de diffusion couvre la totalité du pays (Canaries comprises) ainsi que la Principauté d'Andorre. Elle émet en modulation de fréquence et est diffusée en direct sur internet.

## Programmes
- Atrévete avec Manel Fuentes (de lundi au vendredi de 6 à 11 heures)
- Dial tal Cual avec Rafa Cano (samedi de 10 à 14 heures)
- Dial Latino avec MJ Aledón (samedi de 21 heures à minuit)
- Fórmula Cadena Dial avec MJ Aledón, Rafa Cano, Marta Briz, Alberto Lezaun, Vicente Zamora, Carmen Ramírez, Álvaro Díaz y Javi Ayuso (le reste du grille des programmes)

## Fréquences
- Algeciras : 90.2 MHz
- Almeria : 96.2 MHz
- Barcelone : 99.4 MHz
- Bilbao : 88.5 MHz
- Burgos : 94.3 MHz
- Gran Canaria : 101.4 MHz
- Ibiza : 100.8 MHz
- Madrid : 91.7 MHz et 92.1 MHz
- Malaga : 93.1 MHz
- Pampelune : 96.3 MHz
- Saint-Sébastien : 105.2 MHz
- Santander : 87.7 MHz
- Saragosse : 97.1 MHz
- Séville : 102.4 MHz
- Tolède : 95.4 MHz
- Valence : 98.4 MHz